# Kem chiên
Kem chiên (tiếng Anh: Fried ice cream) là một món tráng miệng được làm từ một muỗng kem tẩm bột và được chiên giòn, tạo ra lớp vỏ ngoài, nóng, giòn xung quanh lớp kem vẫn còn lạnh.
Vẫn chưa rõ nguồn gốc của món tráng miệng này. Một số người cho rằng nó được phục vụ lần đầu tiên trong Hội chợ Thế giới Chicago năm 1893, nơi kem sundae cũng được phát minh. Vào năm 1894, một công ty ở Philadelphia đã được ghi nhận cho phát minh này, theo mô tả: "Một [chiếc bánh] nhỏ, rắn được bọc trong một lớp vỏ bánh mỏng và sau đó nhúng vào mỡ lợn hoặc bơ rồi chiên giòn lớp vỏ ngoài. Món này ăn liền, kem đông cứng thêm vào giống như chuẩn bị ban đầu." Một nguồn tin khác, bắt đầu từ những năm 1960 cho rằng kem chiên được phát minh bởi các nhà hàng tempura của Nhật Bản.
Ở Hoa Kỳ, kem chiên có liên quan chặt chẽ với ẩm thực Mexico, phần lớn là do chuỗi nhà hàng Chi-Chi's dùng một loại kem chiên làm từ bánh tortilla và quế như là "món tráng miệng đặc trưng" khi hệ thống được mở vào đầu những năm 1980. Mối liên hệ với ẩm thực châu Á cũng được phản ánh ở Úc.
Ở Úc, kem chiên có liên quan chặt chẽ với ẩm thực Úc Trung Quốc.
Món tráng miệng thường được làm bằng một muỗng kem đông lạnh có nhiệt độ thấp mà kem thường được giữ, có thể phủ nó trong trứng sống, lăn trong bánh ngô hoặc vụn bánh quy, và chiên giòn trong thời gian ngắn. Nhiệt độ cực thấp của kem ngăn nó tan chảy trong khi chiên. Nó có thể được rắc với quế và đường và một chút bạc hà, hoặc rắc kem và mật ong.
Các công thức châu Á thường sử dụng bột tempura. Phiên bản Mexico sử dụng bánh ngô, các loại hạt, vụn bánh quy, hoặc tortilla để phủ. Hương vị phổ biến trong các nhà hàng châu Á là trà xanh, vani, khoai môn và đậu đỏ.